# Transport leśny

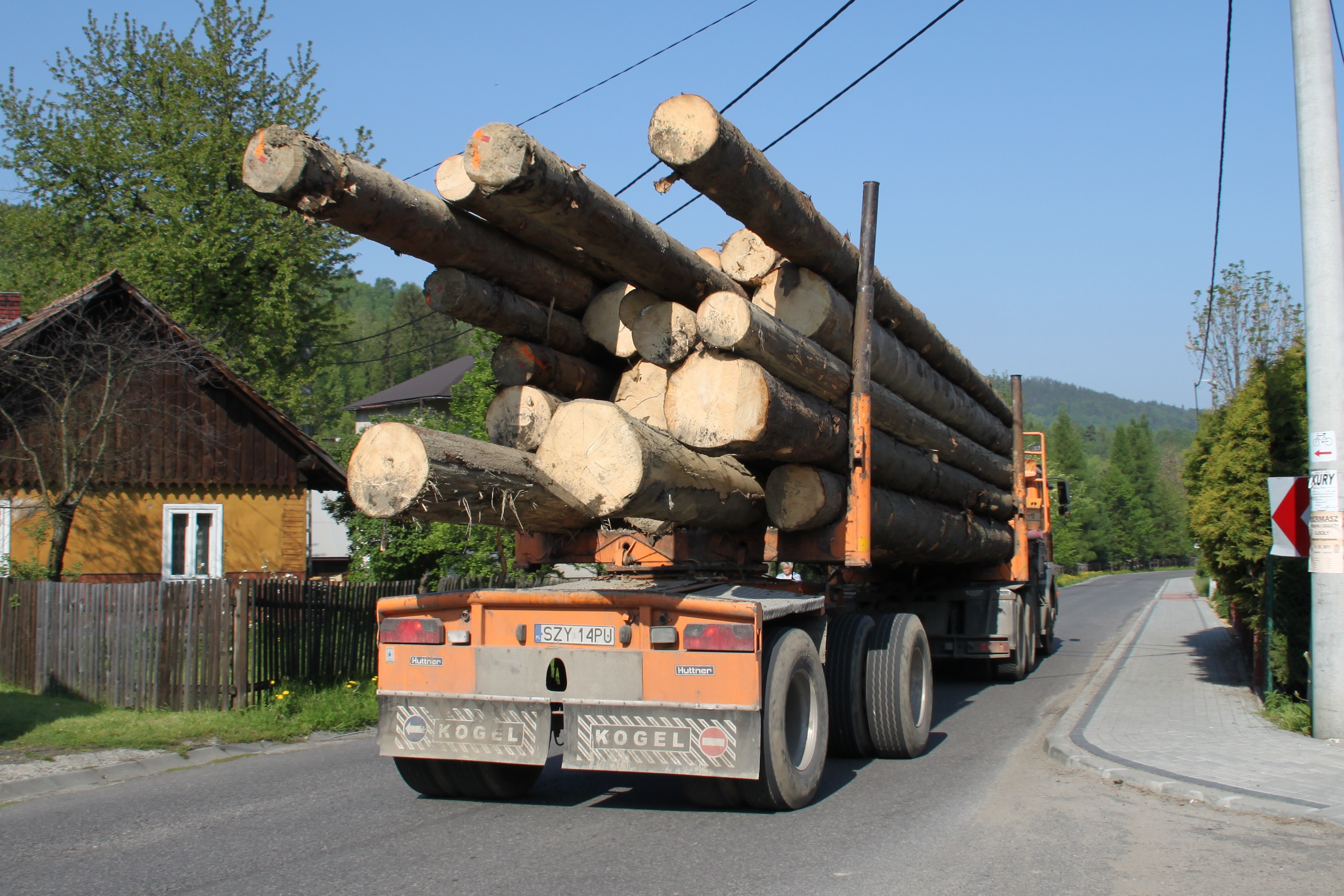
Ciężarówka transportująca drewno, Ujsoły, Beskid Żywiecki

Transport leśny – przemieszczanie ładunku – przede wszystkim drewna, ale także żywicy, sadzonek, płodów runa leśnego, materiałów budowlanych itp. bądź osób za pomocą środka transportowego, związane z gospodarką leśną.
Transport leśny w większości posiada jeden kierunek przepływu ładunku (w drugą stronę transport nie jest wykorzystany). Musi on być ściśle powiązany z pracą i działalnością gospodarstwa leśnego.
Charakterystykę transportu drewna kształtują przede wszystkim:
- ładunek odznaczający się:
  - dużą różnorodnością wymiarów i ciężaru (różne pojazdy do różnych sortymentów),
  - rozproszeniem na dużych obszarach leśnych,
  - nierównomiernością pozyskania w ciągu roku (określa sezonowość działalności transportowej),
  - podatnością na deprecjację (potrzeba możliwie szybkiego wywozu drewna z lasu),
- droga o bardzo różnorodnych warunkach (inne przy zrywce, inne na drogach leśnych, inne na drogach publicznych-wywozowych).

Transport drewna jest najczęściej wieloetapowy i multimodalny – łamany lub pośredni.
Transport drewna można podzielić następująco:
- zrywka drewna – pierwszy etap transportu: od miejsca ścięcia do miejsca składowania,
  - ręczna,
  - konna,
  - grawitacyjna,
    - ryzy i ślizgi,

  - mechaniczna,
    - pojazdami mechanicznymi,
    - wciągarkami,
    - kolejkami linowymi,
rzadko:
    - sterowcami, balonami lub helikopterami,
- wywóz drewna – etap transportu od miejsca składowania do klienta (miejsca przerobu) lub do większej składnicy,
  - konny,
  - mechaniczny,
    - kolejkami wąskotorowymi,
    - samochodowy,
- wodny transport drewna,
  - spław,
  - holowanie,
- transport kolejowy,
- transport napowietrzny.

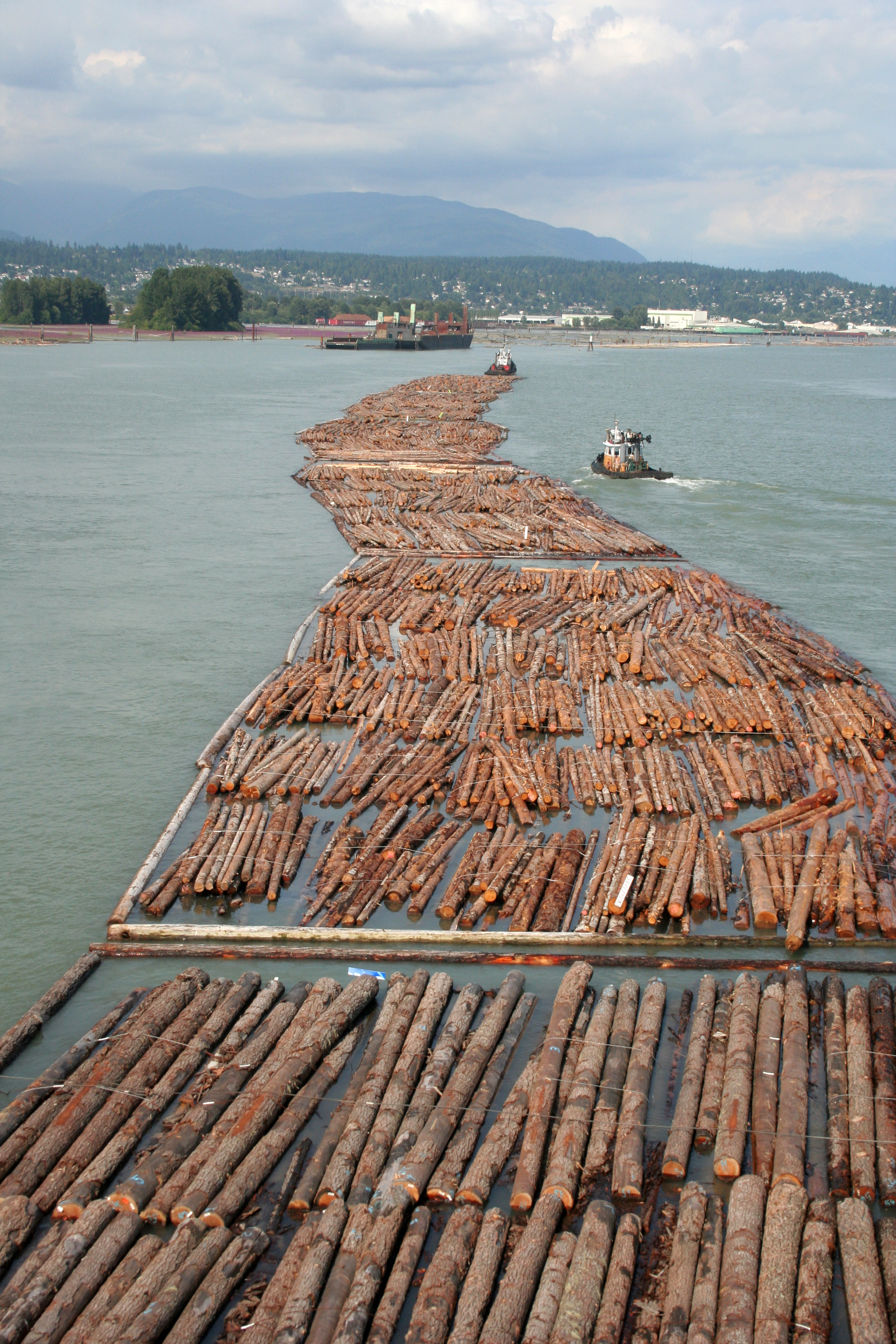
Spław drewna do Vancouver (Kanada)
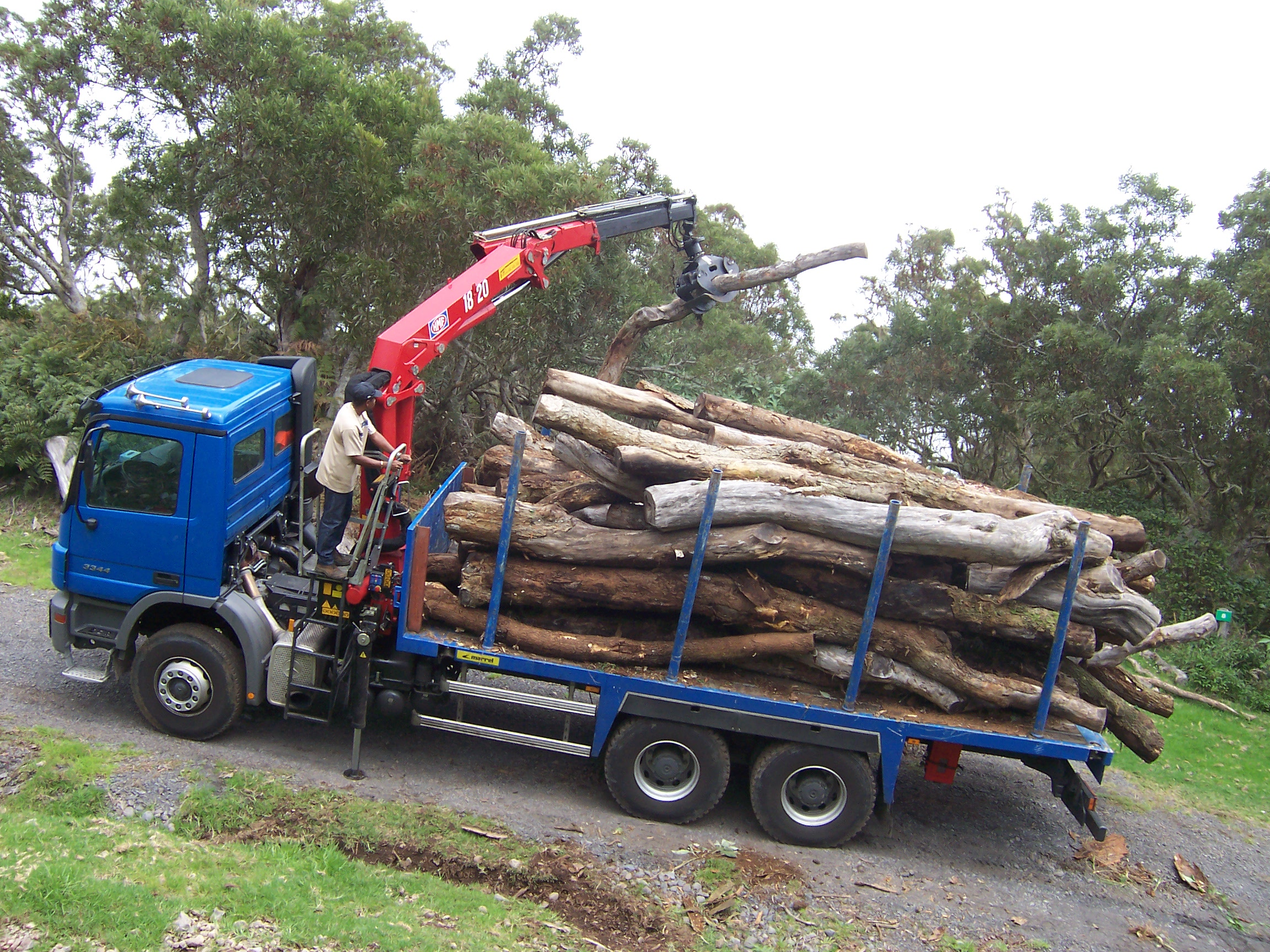
Samochodowy transport drewna

Zanim wynaleziono maszynę parową transport drewna odbywał się przy użyciu zwierząt (na krótsze odległości) lub poprzez spławianie (na znaczne odległości), ograniczając się jednak do szlaków wodnych. Idea zmechanizowania transportu leśnego w Polsce powstała w 1938 roku. Biuro techniczne ówczesnej Dyrekcji Naczelnej Lasów Państwowych przy Ministerstwie Rolnictwa (obecnie Dyrekcja Generalna Lasów Państwowych przy Ministerstwie Środowiska) ogłosiło przetarg na dostawę motorowego sprzętu do zrywki i wywozu drewna. Po II wojnie światowej szybki postęp techniczny oraz rozwój motoryzacji przyczyniły się do intensywnego wkroczenia motoryzacji do gospodarki leśnej. Z czasem powstały Ośrodki Transportowo-Remontowe (OTR) i Ośrodki Transportu Leśnego (OTL), które były podległe ówczesnym Okręgowym Zarządom Lasów Państwowych (OZLP – obecnie Regionalne Dyrekcje Lasów Państwowych). Ośrodki transportu miały swoje oddziały terenowe współpracujące z nadleśnictwami i miejscowymi składnicami. Po prywatyzacji wielu prac leśnych, zdecydowana większość transportu leśnego należy do wielu firm prywatnych. Obecnie z powodzeniem funkcjonują w formie zakładów Lasów Państwowych Ośrodek Transportu Leśnego w Gorzowie Wielkopolskim i Świebodzinie. Funkcjonujące OTL-e sukcesywnie wymieniają posiadane zestawy do wywozu drewna na najnowocześniejsze dostępne na rynku. Poszerzana jest paleta usług oferowanych na rzecz nadleśnictw o usługi pozyskania i zrywki specjalistycznymi maszynami leśnymi typu harwester i forwarder na zrębach zupełnych i w trzebieżach.

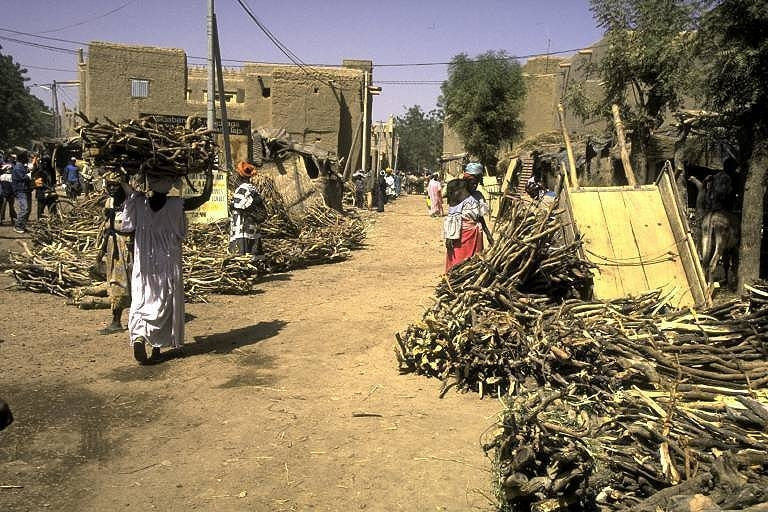
Transport drewna opałowego w Afryce,
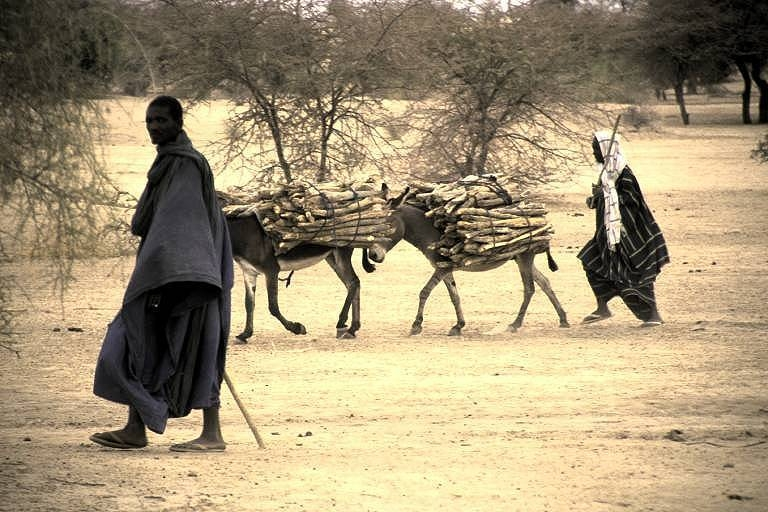
Transport drewna opałowego, przy użyciu zwierząt domowych,
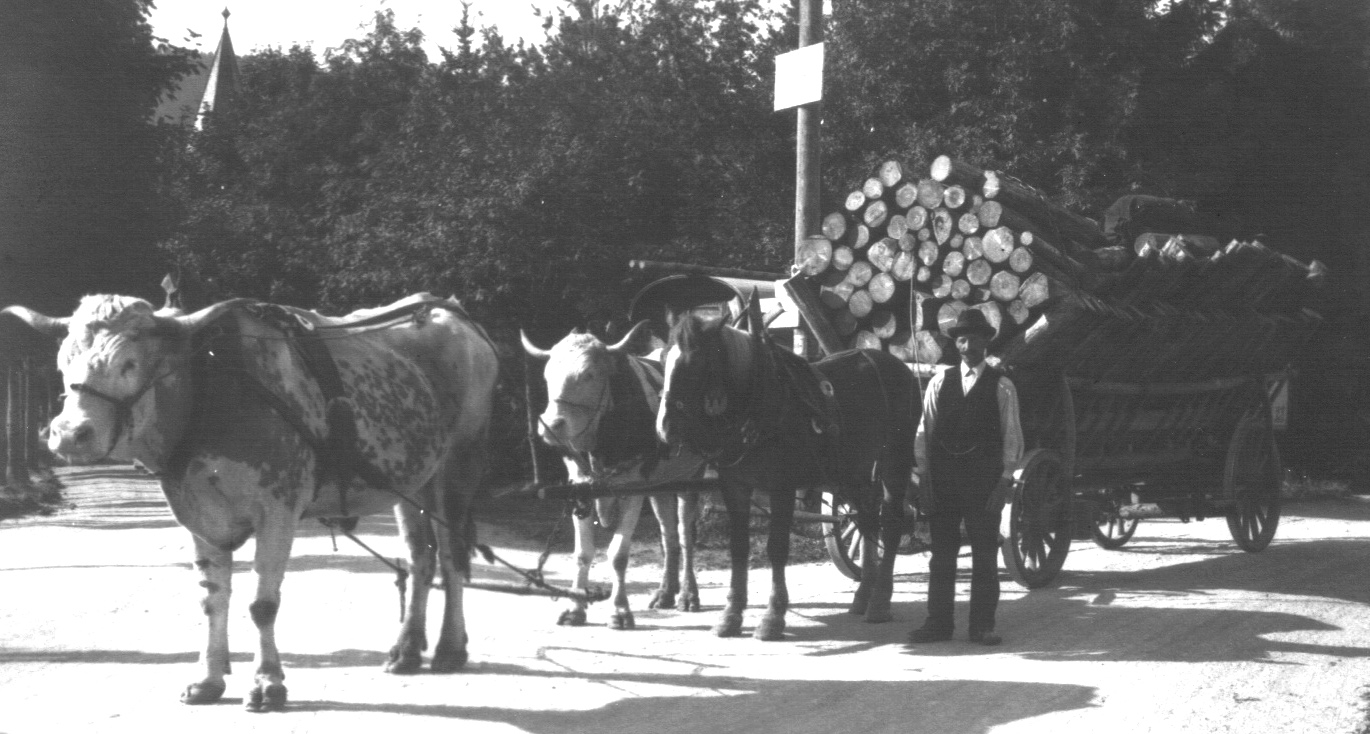
Transport drewna opałowego, przy użyciu zwierząt domowych,
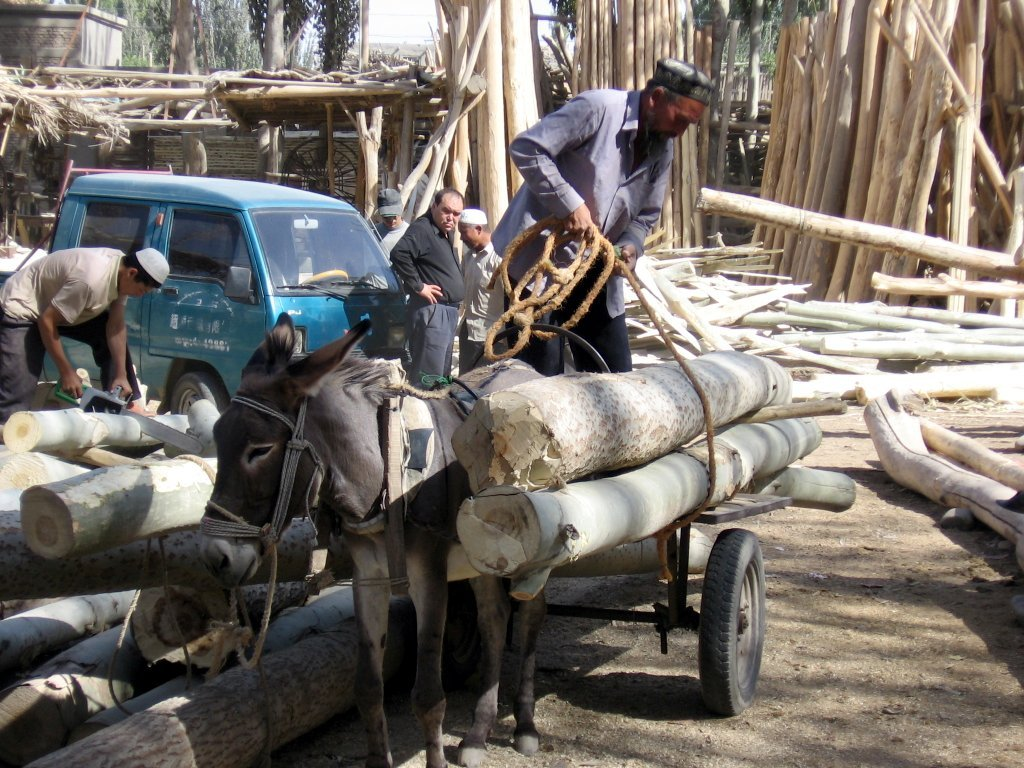
Transport drewna opałowego, przy użyciu zwierząt domowych.